# اللجنة الفرنسية لتكافؤ الفرص ومكافحة التمييز
اللجنة الفرنسية للفرص المتساوية ومكافحة التمييز  (الهيئة الفرنسية العليا لمحاربة التمييز والمساواة أو إختصاراً بالفرنسية: (HALDE ) هي "سلطة إدارية مستقلة" فرنسية "لها الحق في الحكم على كل أشكال التمييز، سواء كانت مباشرة أو غير مباشرة، والتي يحظرها القانون أو اتفاقية دولية تكون فرنسا طرفًا فيها".
تم إنشاء الهيئة بموجب القانون رقم 2004-1486 في 30 ديسمبر 2004، والذي نشر في الجريدة الرسمية الفرنسية بتاريخ 31 ديسمبر 2004.

## أنظر أيضاً
- قانون مكافحة التمييز
- حقوق الإنسان في فرنسا
- المؤسسات الوطنية لحقوق الإنسان